# Juraj Blanár
Juraj Blanár (ur. 19 maja 1966 w Żylinie) – słowacki polityk, inżynier i samorządowiec, parlamentarzysta, przewodniczący kraj żylińskiego, minister spraw zagranicznych i europejskich (od 2023).

## Życiorys
Absolwent wydziału inżynierii lądowej na Uniwersytecie Żylińskim. Kształcił się także na uczelniach w Danii i Wielkiej Brytanii. Pracował m.in. w żylińskim oddziale przedsiębiorstwa Váhostav zajmującego się budową infrastruktury drogowej. Zaangażował się w działalność polityczną w ramach partii SMER. Od 2002 do 2006 po raz pierwszy zasiadał w Radzie Narodowej. W 2005 został wybrany na przewodniczącego kraju żylińskiego; uzyskiwał następnie reelekcję na tę funkcję, którą pełnił do 2017. W 2010 powrócił również do krajowego parlamentu (mandat utrzymywał także w 2012, 2016, 2020 i 2023).
W październiku 2023 objął urząd ministra spraw zagranicznych i europejskich w czwartym rządzie Roberta Ficy.